# Familie van koning Karel IV
Familie van koning Karel IV (Spaans: La familia de Carlos IV) is een schilderij van de Spaanse kunstschilder Francisco Goya dat de Spaanse koninklijke familie voorstelt. Goya schilderde het familieportret in 1800-1801 als hofschilder van koning Karel IV van Spanje. Het is een olieverfschilderij op doek dat behoort tot de collectie van het Museo del Prado in Madrid.

## Geschiedenis
Goya werd in 1799 benoemd tot eerste hofschilder van koning Karel IV en werd door de koning gevraagd een familieportret te schilderen. Goya begon te werken in juni 1800 met het maken van individuele geschilderde schetsen van elk van de af te beelden personen. Dt werk gebeurde in het koninklijk paleis van Aranjuez. Daarna verwerkte de schilder de individuelen schetsen op het grote doek in zijn studio in Madrid. De ontstaansgeschiedenis van het werk is zeer goed gedocumenteerd door brieven en facturen voor de gebruikte materialen, zoals de doeken voor de schetsen.
Het schilderij hing in 1814 in het koninklijk paleis van Madrid en behoort sinds 1824 tot de collectie van het Prado.

## Beschrijving
De familie is opgesteld rond de centrale figuur van koningin María Louisa. De koning en de kroonprins staan het meest op de voorgrond aan weerszijden van de koningin. Het is een klassiek portret in de zin dat de leden van de Spaanse koninklijke familie poseren in schitterende kledij, voorzien van ceremoniële sjerpen, onderscheidingen en juwelen. Toch is het ook een naturalistisch werk waarin de schilder de persoonlijkheid van elk van de personages heeft proberen weer te geven. De centrale plaats van koningin María Louisa komt overeen met de sterke rol die zijn speelde aan het hof. Het was vooral de koningin, meer dan de koning, die zich bezighield met staatszaken. Maar Goya toonde ook een tedere kant van de koningin die twee van haar kinderen vastneemt.
Het doek is een duidelijke verwijzing naar Las Meninas (1656) van Diego Velázquez. Net als Velázquez schilderde Goya zichzelf aan de linkerzijde van het doek. Maar Goya plaatste zichzelf veel minder prominent in beeld. Hij staat op de achtergrond in de schaduw.
Goya werkte met ruwe penseelstreken. Het erg grote werk (280 cm op 336 cm) was bedoeld om in een grote zaal te worden gehangen en vanop afstand bekeken te worden.
Door sommige kunstcritici wordt het schilderij gezien als een satirisch werk. Goya schilderde echter in opdracht van de koninklijke familie en het afgewerkte schilderij droeg ook de goedkeuring weg van de opdrachtgevers. Zij wilden met het werk net de kracht van de monarchie in politiek onzekere tijden tonen. Het lijkt ook onwaarschijnlijk dat Goya zijn positie als eerste hofschilder op het spel zou zetten.

## Afbeeldingen

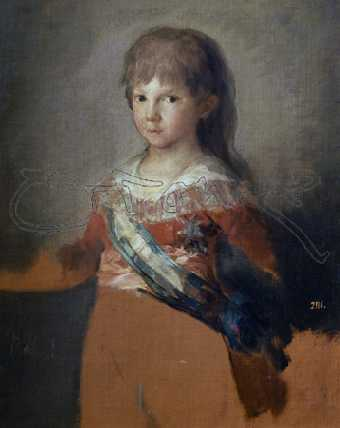
Studie van infante Francisco de Paula van Bourbon
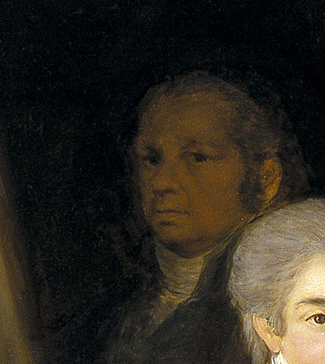
Detail (zelfportret van Goya)
Las Meninas

Portret van Tomás Pérez de Estala (ca. 1795) · De naakte maja (1797-1800) · De gravin van Chinchón (1800) · Familie van koning Karel IV (1800-01) · Portret van Doña Antonia Zárate (1805-06) · De tijd (1810-12) · 3 mei 1808 in Madrid (ca. 1814) · De brief (ca. 1814-19) · De smederij (1815-20)